# Oppens
Oppens ist eine politische Gemeinde im Distrikt Gros-de-Vaud des Kantons Waadt in der Schweiz.

## Geographie

Flagge der Gemeinde Oppens

Oppens liegt auf 556 m ü. M., 23 km nördlich der Kantonshauptstadt Lausanne (Luftlinie). Das Haufendorf erstreckt sich am westlichen Talhang des Sauteru, im Molassehügelland des nördlichen Waadtländer Mittellandes.
Die Fläche des 3,6 km² grossen Gemeindegebiets umfasst einen Abschnitt des Hügellandes zwischen der Orbeebene und der Broye. Der westliche Teil der Gemeinde wird vom sanft gegen den Sauteru geneigten Hang von Oppens eingenommen, der im Westen und Norden durch das Tälchen der Greyle begrenzt ist. An diesem Hang wird auf der Haute Fin mit 665 m ü. M. der höchste Punkt von Oppens erreicht. Der östliche Gemeindeteil umfasst das teilweise nur 500 m breite Plateau von Tuilière d'Oppens, das im Westen vom Sauteru respektive seinem Zufluss Foirause, im Osten von der Mentue eingefasst wird und auf der Flur Poget 597 m ü. M. erreicht. Von der Gemeindefläche entfielen 1997 4 % auf Siedlungen, 27 % auf Wald und Gehölze, 68 % auf Landwirtschaft und etwas weniger als 1 % war unproduktives Land.
Zu Oppens gehören der Weiler Tuilière d'Oppens (560 m ü. M.) auf dem Plateau des östlichen Gemeindeteils genau gegenüber von Oppens sowie einige Einzelhöfe. Die Nachbargemeinden von Oppens sind im Nordosten Bioley-Magnoux, Osten Ogens, im Südosten Bercher, im Süden Rueyres, im Südwesten Pailly und im Nordwesten und Norden Orzens.

## Bevölkerung
Mit 202 Einwohnern (Stand 31. Dezember 2023) gehört Oppens zu den kleinen Gemeinden des Kantons Waadt. Von den Bewohnern sind 84,7 % französischsprachig, 10,0 % portugiesischsprachig und 4,7 % deutschsprachig (Stand 2000). Die Bevölkerungszahl von Oppens belief sich 1900 auf 257 Einwohner. Nachdem die Bevölkerung bis 1970 um mehr als die Hälfte auf 120 Personen abgenommen hatte, wurde seither wieder eine Bevölkerungszunahme registriert.

## Wirtschaft
Oppens war bis in die zweite Hälfte des 20. Jahrhunderts ein vorwiegend durch die Landwirtschaft geprägtes Dorf. Noch heute haben der Ackerbau, der Gemüseanbau und der Obstbau eine wichtige Bedeutung in der Erwerbsstruktur der Bevölkerung. Weitere Arbeitsplätze sind im lokalen Kleingewerbe und im Dienstleistungssektor vorhanden, unter anderem in einem Metallbauunternehmen. Die Wasserkraft des Sauteru wurde früher von einer Mühle und einer Sägerei genutzt. Bei Tuilière d'Oppens bestand im 19. Jahrhundert eine Ziegelei. In den letzten Jahrzehnten hat sich Oppens auch zu einer Wohngemeinde entwickelt. Einige Erwerbstätige sind deshalb Wegpendler, die vor allem in Yverdon arbeiten.

## Verkehr
Die Gemeinde liegt abseits der grösseren Durchgangsstrassen, an einer Verbindungsstrasse von Vuarrens nach Donneloye. Durch den Postautokurs, der von Yverdon nach Bercher verkehrt, ist Oppens an das Netz des öffentlichen Verkehrs angebunden. Die Buslinie von Bercher nach Thierrens bedient auch den Weiler Tuilière d'Oppens.

## Geschichte
Die erste urkundliche Erwähnung des Ortes erfolgte 1163 unter dem Namen Opens, 1224 erschien die Bezeichnung Oupeins. Der Ortsname geht auf den burgundischen Personennamen Audebad zurück und bedeutet bei den Leuten des Audebad.
Seit dem Mittelalter gehörte Oppens zur Herrschaft Bioley-Magnoux. Mit der Eroberung der Waadt durch Bern im Jahr 1536 gelangte das Dorf unter die Verwaltung der Vogtei Yverdon. Nach dem Zusammenbruch des Ancien Régime gehörte Oppens von 1798 bis 1803 während der Helvetik zum Kanton Léman, der anschliessend mit der Inkraftsetzung der Mediationsverfassung im Kanton Waadt aufging. 1798 wurde es dem Bezirk Yverdon zugeteilt.

## Sehenswürdigkeiten
Im Ortskern sind einige typische Bauernhäuser aus dem 18. und 19. Jahrhundert und ein stattliches Schulhaus mit Glockenturm erhalten. Oppens besitzt keine eigene Kirche, es gehört zur Pfarrei Orzens.